# Ortospana
Ortospana là một chi bướm đêm thuộc họ Noctuidae.